# Bonaventura Schwanthaler
Bonaventura Schwanthaler (* 14. Juli 1678 in Ried im Innkreis, heute Österreich, damals Bayern; † 17. Mai 1744, Enzenkirchen, Österreich, damals ebenfalls Bayern) war, der Familientradition entsprechend, Bildhauer – aber auch bayerischer Freiheitskämpfer und Anführer des bayerischen Volksaufstands 1705.

## Leben
Bonaventura Schwanthaler kam als Sohn von Thomas Schwanthaler und Maria Katharina Zetler zu Welt. Er hatte neben den beiden Geschwistern Johann Josef und Johann Franz auch noch zwei Halbgeschwister, nämlich einen weiteren Johann Franz und Basilius.
Laut Christian Probst war er Anführer der Bauernburschen des Gerichtes Ried. Die 200 von Schwanthaler angeführten Burschen geboten der übrigen Bauernschaft, sich in Tumeltsham und Aurolzmünster  einzufinden und drohten solchen, die sich diesem Aufgebot widersetzten, mit Leib- und Lebensstrafe und Niederbrennen ihrer Höfe.
Schwanthaler war scheinbar zweimal verheiratet: In den Quellen findet sich zuerst eine Josefa, später eine Eva, welche am 8. November 1749 in Enzenkirchen starb.

## Werke
- In der Pfarrkirche Gmunden in Gmunden befindet sich Schwanthalers Schmerzensmann „Christus im Kerker“.
- 1701 Figuren Madonna mit Kind, Leonhard und Antonius in der Pfarrkirche Geiersberg